# Cecilia Frisendahl
Anna Cecilia Frisendahl, née le 27 décembre 1922 à Stockholm et décédée le 29 septembre 2014 à Stockholm, est une typographe, dessinatrice et peintre suédoise.
Elle est fille du sculpteur Halvar Frisendahl et d'Anna Gröndal, et mariée à partir de 1951 à Leif Haking. Elle est la descendante de Valborg Månsdotter Frisk et la nièce de Carl Frisendahl et de Fredrik Frisendahl. De 1940 à 1941, Frisendahl étudie à Konstfack, ensuite à l'École de peinture d'Otte Sköld en 1941, et enfin à la Kungliga Konsthögskolan de Stockholm avec Fritiof Schüldt de 1941 à 1946. Elle voyage fréquemment pour des études, notamment en France, en Grèce et en Israël.
En 1945, Cecilia Frisendahl fait ses débuts avec Ung Konst à Färg och Form 1948-1950. Elle est également présente à l'exposition Artistes féminines nordiques à Liljevalchs konsthall 1948 et aux Jeunes dessinateurs du Nationalmuseum de 1947 à 1952. Sa première exposition personnelle est présentée à Färg och Form à Stockholm en 1952. Elle crée des intérieurs, des paysages, des animaux, des portraits et des natures mortes à l'huile, à l'aquarelle, des graphiques, des dessins au fusain et des dessins au crayon. Elle est également l'auteure de plusieurs livres sur la lithographie et elle illustre les livres d'autres auteurs.
Cecilia Frisendahl reçoit la médaille du Prince Eugène pour son activité artistique exceptionnelle. Elle reçoit la bourse HMK en avril 2006, la première bourse du Fonds commémoratif Nils G Stenqvist, pour avoir dessiné des animaux à la fois de la faune suédoise et plus exotiques.
Elle mène une activité d'enseignement significative et rédige des ouvrages d'introduction aux techniques lithographiques. Frisendahl est représentée au Moderna Museet, au musée d'art de Kalmar et au Nationalmuseum.
Cecilia Frisendahl est enterrée au cimetière de Djursholm à Stockholm.

## Sources
- (sv) Encyclopédie des artistes suédois, partie II page 250, Allhems Förlag, Malmö.
- (sv) Page mémorielle